# Sidi Dahbi
Sidi Dahbi o Sidi Eddahbi (àrab سيدي الذهبي) és una comuna rural de la província de Settat de la regió de Casablanca-Settat. Segons el cens de 2014 tenia una població total de 8.703 persones.